# Chimichagua
Chimichagua ist eine Gemeinde (municipio) im Departamento Cesar in Kolumbien.

## Geographie
Chimichagua liegt im Zentrum von Cesar, 250 km südlich von Valledupar an den Ufern der Ciénaga de Zapatosa. Die Temperatur schwankt zwischen 30 und 40 °C. Die Gemeinde grenzt im Norden an Astrea, im Süden an Pailitas und Tamalameque, im Osten an Curumaní und Chiriguaná sowie an El Carmen im Departamento de Norte de Santander und im Osten an El Banco im Departamento del Magdalena.

## Bevölkerung
Die Gemeinde Chimichagua hat 30.303 Einwohner, von denen 11.746 im städtischen Teil (cabecera municipal) der Gemeinde leben (Stand: 2019).

## Geschichte
Auf dem Gebiet des heutigen Chimichagua lebte bereits vor Ankunft der Spanier das indigene Volk der Chimilas. Der heutige Ort wurde 1748 von José Fernando de Mier y Guerra unter dem Namen Nuestra Señora Purísima Concepción de Chimichagua gegründet.

## Wirtschaft
Der wichtigste Wirtschaftszweig von Chimichagua ist die Fischerei. Zudem spielen Landwirtschaft und Tierhaltung eine wichtige Rolle.